# Geminiano Maia
Geminiano Maia, primeiro Barão de Camocim (Aracati, 2 de fevereiro de 1847 – Fortaleza, 25 de fevereiro de 1916) foi um empresário brasileiro.

## Biografia
Nasceu em Aracati, filho de Cosme Afonso Maia e de Teresa de Jesus Maia. Dedicando-se à carreira do comércio fundou com seus irmãos José e Vicente Maia em Fortaleza o estabelecimento denominado O Louvre, bastante frequentado na época.

## Homenagens
Em 1881, foi nomeado cônsul na Bolívia e, em 1889, vice-cônsul da Rússia no Ceará. Filantropo, tem seu nome inscrito entre os dos protetores de vários estabelecimentos de caridade da antiga província.
Em 20 de abril de 1893, foi agraciado por D. Carlos, rei de Portugal, com o título de barão de Camocim, tomando o nome do rio que nasce na Serra da Ibiapaba, passa pela cidade de Granja e deságua no oceano Atlântico.
Assumiu a presidência da Associação Comercial do Ceará, em 1 de janeiro de 1909, tendo como seu vice-presidente José Gentil Alves de Carvalho.
A escritora Lourdinha Leite Barbosa desenvolveu intensa pesquisa sobre a vida daquele que foi um dos importantes nomes da história do Ceará, lançando um livro em sua homenagem.

## Família
Casou-se, em 30 de março de 1878, na Ilha-de-França, com Rosa Nini Liabaster (Bordéus, 1856 – Fortaleza, 1917), com quem teve três filhos, mas apenas Cecília de Roseville Liabaster Maia atingiu a maturidade. Faleceu aos 69 anos na capital cearense, e seus restos mortais repousam no Cemitério São João Batista.